# 楊鳳騰
楊鳳騰（?—?），福建連江崇礼铺人，清朝政治人物、進士出身。
乾隆二十一年（1756年）丙子科福建乡试解元。乾隆二十二年（1757年），联捷進士，擔任广东贺县知县。